# Musica che non si tocca
Musica che non si tocca è un EP del rapper Bassi Maestro e del produttore DJ Shocca, uscito il 30 novembre 2010 su iTunes anticipato dall'estratto Wake up! e il 3 dicembre in vendita fisica nei negozi. Le produzioni sono affidate ad entrambi gli artisti. Il disco è composto da 8 tracce tra cui alcune in collaborazione con Ghemon, Mic Geronimo e Maury B, membro della crew Gatekeepaz. Il disco è uscito sotto etichette indipendenti Unlimited Struggle e Sano Business. L'album ha raggiunto il secondo posto nella top album italiana di iTunes. L'album è uscito su iTunes anche in versione strumentale e in versione a cappella.

## Tracce
1. Intro – 1:12
2. Musica che non si tocca – 3:47
3. Per la vita (feat. Mic Geronimo) – 4:22
4. Wake Up! – 3:23
5. L'amore dov'è? (feat. Ghemon) – 3:56
6. Il suono originale (feat. Maury B) – 3:11
7. Così vero – 3:15
8. Outro – 0:51